# Juraj Dančík
Juraj Dančík (* 21. února 1982) je slovenský fotbalový obránce, od roku 2014 působí v polském klubu BKS Stal Bielsko-Biała.

## Klubová kariéra
V sezóně 2001/02 získal slovenský ligový titul během svého účinkování v MŠK Žilina.
V roce 2007 přestoupil z polského celku Skałka Żabnica do druholigového polského klubu Podbeskidzie Bielsko-Biała, kde podepsal dvouletou smlouvu. V roce 2009 ji s klubem prodloužil o další dva roky. S klubem zažil v sezóně 2010/11 postup do polské nejvyšší soutěže Ekstraklasy.

## Reprezentace
Dančík působil i ve slovenských mládežnických reprezentačních výběrech.